# Bryum huillense
Bryum huillense är en bladmossart som beskrevs av Welwitsch och Jean Étienne Duby 1872. Bryum huillense ingår i släktet bryummossor, och familjen Bryaceae. Inga underarter finns listade i Catalogue of Life.